# Repetierarmbrust
Eine Repetierarmbrust ist eine Armbrust, bei der die Schritte Spannen, Pfeil einlegen und auslösen mit einer einfachen, einhändigen Bewegung ausgeführt werden können. Dadurch kann eine solche Waffe wesentlich schneller schießen als eine normale Armbrust. Ein Behälter mit einigen Bolzen ist oberhalb des Bogens montiert. Der Mechanismus wird durch die Vor- und Zurückbewegung eines rechteckigen Hebels angetrieben.

## Geschichte
Die älteste Repetierwaffe wurde vom griechischen Ingenieur Philon von Byzanz beschrieben (3. Jh. v. Chr.). Es handelte sich um ein Pfeilgeschütz, Polybolos genannt, das über ein Kettengetriebe mit einer Winde angetrieben wurde, die zum Schießen vor und zurück betätigt wurde. Das Nachladen erfolgte automatisch über ein Gravitationsmagazin.
In China reichen die ältesten Belege bis zur Han-Dynastie. Die chinesische Repetierarmbrust (Zhugenu) ist ein sehr einfaches Ausrüstungsstück. Sie soll vom chinesischen Befehlshaber Zhuge Liang (181–234 n. Chr.) erfunden worden sein, was jedoch umstritten ist, da die frühesten Zeichnungen der Waffe in der Bibliothek von Chu gefunden wurden, die von 250 n. Chr. stammt. Es ist wahrscheinlicher, dass Historiker in der Ming-Dynastie die Liannu, eine Variante der Repetierarmbrust, die mehrere Pfeile auf einmal abschoss und tatsächlich von Zhuge Liang erfunden wurde, mit der Urform verwechselten. Der letzte größere Einsatz der Repetierarmbrust fand im Chinesisch-Japanischen Krieg (1894–1895) statt. Der Grundaufbau der Repetierarmbrust ist seit ihrer Erfindung relativ unverändert geblieben.

## Zhugenu

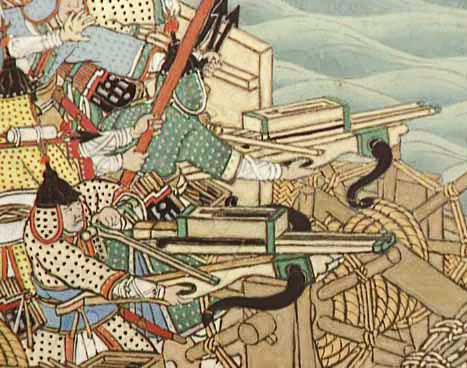
Teil eines Bildes von einem Seegefecht. Mitte links sieht man die Spitze eines Raketenpfeiles, mit seitlich angebundener Rakete.

Die Zhugenu war eine der einfachsten und berühmtesten Bauweisen. Sie war extrem einfach in Herstellung und Gebrauch und konnte problemlos zehn Pfeile in 15 Sekunden verschießen. Eine normale Armbrust mit Holzbogen konnte in dieser Zeit kaum einmal schießen. Allerdings hatte die Zhugenu weder die Kraft noch die Zielgenauigkeit einer normalen Armbrust. Um trotzdem akzeptable Reichweiten zu erzielen, verwendete man leichte Pfeile statt Bolzen. Daher war die Zhugenu gegen schwerer gepanzerte Feinde nicht sehr nützlich, außer wenn die Pfeile vergiftet wurden, wodurch auch eine kleine Wunde tödlich sein konnte. Die Zielgenauigkeit der Zhugenu war eher gering, da aber der nächste Schuss in nur einer Sekunde folgte, konnte schnell noch einmal auf dasselbe Ziel geschossen werden.
Die Zhugenu wurde angetrieben, indem man einen Hebel vor und zurück bewegte. In dieser Bewegung wurde der Bogen gespannt, ein neuer Pfeil eingelegt und die Waffe abgefeuert.
Diese Technik setzte die Sehne enormen Belastungen aus, da Kräfte von oben und von unten auf sie einwirkten. Besonders das Anheben des Magazins übte Druck auf die Sehne aus, weshalb sie mit Gänse- oder Entenfedern verstärkt wurde.
Es gab auch veränderte Versionen der Zhugenu, wie zum Beispiel Belagerungsarmbrüste mit größeren Pfeilen und größerer Spannkraft, die von zwei Soldaten bedient werden mussten, oder schwere Versionen mit zwei Magazinen, die zwei Pfeile auf einmal abschossen. Letztere wurde auf kurze Entfernung eingesetzt.